# Noordermarkt

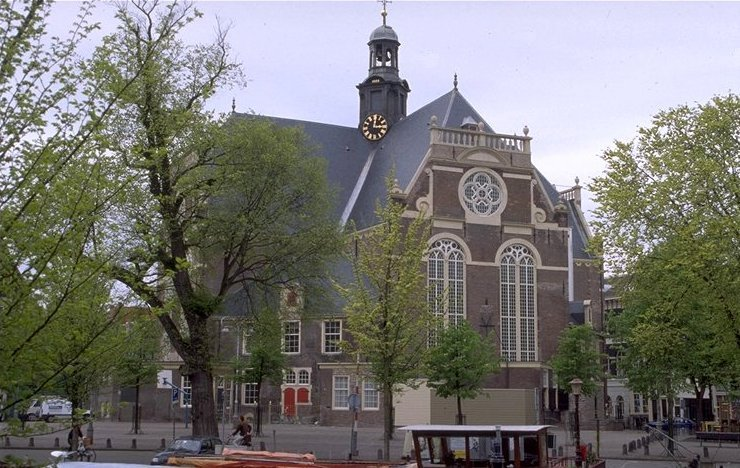
Noorderkerk och det omgivande Noordermarktstorget i Amsterdam

Noordermarkt ("Norra marknaden") är ett torg i stadsdelen Jordaan i Amsterdam i Nederländerna.
Torget kantas av caféer och restauranger. Marknader hålls på torget varje måndag. På lördagar hålls en populär ekologisk bondens marknad på torget. På måndagar hålls också en marknad (huvudsakligen för textiler) på den närliggande gatan Westerstraat.
Noordermarkt dateras tillbaka till 1616 och hade ursprungligen namnet Prinsenmarkt, efter Prinsengrachtkanalen som gränsar till torget. Efter slutförandet 1623 av kyrkan Noorderkerk, som dominerar torget, blev torget känt under namnet Noordermarkt. Fram tills 1655 tjänade torget huvudsakligen som en kyrkogård till kyrkan.
Under andra världskriget höll arrangörerna av Februaristrejken 1941, för att protestera mot deportationerna av judarna av nazisterna, sitt första offentliga möte på Noordermarktstorget. Detta firas med en plakett av den södra delen av kyrkan Noorderkerk.